# آگا، نیگاتا
آگا، نیگاتا (به لاتین: Aga, Niigata) یک منطقهٔ مسکونی در ژاپن است که در استان نیگاتا واقع شده‌است. آگا ۹۵۲٫۸۹ کیلومترمربع مساحت و ۱۱٬۴۳۲ نفر جمعیت دارد.